# Popillia bipunctata
Popillia bipunctata är en skalbaggsart som beskrevs av Fabricius 1787. Popillia bipunctata ingår i släktet Popillia och familjen Rutelidae. Utöver nominatformen finns också underarten P. b. abyssinica.